# Last Days of Boot Hill
Last Days of Boot Hill è un film del 1947 diretto da Ray Nazarro.
È un western statunitense con Charles Starrett, Virginia Hunter e Paul Campbell. Fa parte della serie di film western della Columbia incentrati sul personaggio di Durango Kid.

## Produzione
Il film, diretto da Ray Nazarro su una sceneggiatura di Norman S. Hall, fu prodotto da Colbert Clark per la Columbia Pictures e girato dal 9 al 14 giugno 1947. Alcune sequenze dell'inizio del film sono state prese da Both Barrels Blazing del 1945.

## Distribuzione
Il film fu distribuito negli Stati Uniti dal 20 novembre 1947 al cinema dalla Columbia Pictures.
Altre distribuzioni:
- in Brasile (O Tesouro Escondido)
- nel Regno Unito (On Boot Hill)

## Promozione
Le tagline presenti sulle locandine dei poster pubblicitari dell'epoca sono:
- Jam-crammed with action and melody!
- BULLET-HOT THRILLS AND TUNES with Charles STARRETT and Smiley BURNETTE!
- Tops for Thrills!
- Charles STARRETT and Smiley BURNETTE - THE WEST'S BEST ACTION AND FUN TEAM
- Rhythm-roaring action !